# Boreocingula
Boreocingula là một chi ốc biển nhỏ, là động vật thân mềm chân bụng sống ở biển trong họ Rissoidae.

## Các loài
Các loài trong chi Boreocingula gồm có:
- Boreocingula castanea (Møller, 1842)[2]
- Boreocingula globulus (Moller, 1842)[3]
- Boreocingula martyni [4]